# Villa Roccabruna
Villa Roccabruna è un edificio storico di Blevio, in provincia di Como. La villa fu edificata al posto della dimora della cantante lirica Giuditta Pasta, luogo dove soggiornarono compositori come Gaetano Donizetti, Gioacchino Rossini (che qui terminò la scrittura della sua Anna Bolena) e Vincenzo Bellini (il quale vi scrisse le sue due opere più famose: La Sonnambula e la Norma).

## Storia
L'odierna Villa Roccabruna venne costruita tra il 1906 e il 1910, su commissione della famiglia di Emilio Wild, industriale di Torino in seguito impegnato con Magdeline Brard. Il progetto della villa, in stile neorinascimentale è dell'architetto Carlo Formenti. 
L'edificio prese il posto di una precedente dimora, già appartenuta alla signora Ribier, modista francese che agli inizi del secolo precedente aveva deciso di trasferirsi sul Lario da Milano. Nel 1827 il "Casino Ribiere" era stato poi comprato da Giuditta Pasta, che per il nuovo acquisto scelse un nuovo nome: "Villa Roda". La villa era nota anche tramite il cognome dello zio di Giuditta Pasta: Filippo Ferranti, architetto che tra il 1827 e il 1829 si era occupato di curare una ristrutturazione in stile neoclassico. La risistemazione del giardino era invece stata curata dall'architetto torinese Roda. Il complesso di Villa Ferranti si componeva di una casa padronale e due dépendance, delle quali la dimora principale era introdotta da un portico che, ispirandosi a quello del Teatro alla Scala, era stato disegnato da Francesco Hayez ed eseguito da Alessandro Puttinati. Del complesso delle tre strutture, quasi del tutto demolito nel 1904 per fare spazio all'odierna villa, sopravvisse solo una delle dépendance, di colore lilla, divenuta poi nota come Villa Pasta.
Durante la seconda metà del XX Secolo, Villa Roccabruna sembrò più volte andare in decadenza, riducendosi quasi allo stato di rudere. In seguito, nel 2010 venne ristrutturata e riconvertita in un albergo di lusso.

## Descrizione
Villa Roccabruna si sviluppa su due piani, sormontati da una terrazza terminante con un'altana. Il piano superiore è intonacato, mentre il basamento e il pianterreno presentano pietre a vista (serizzo nella parte inferiore, calcare di Sarnico in quella superiore).
Internamente, la villa conserva quattro dipinti di Achille Beltrame e una scalinata ovale in marmo. Queste pitture rimandano all'immenso parco che circonda la villa, vasto oltre 2 ettari e mezzo.